# Alice Hirose
Alice Hirose (jap. 広瀬 アリス Hirose Alice; ur. 11 grudnia 1994 w Shizuoce) – japońska aktorka i modelka. Jej młodszą siostrą jest Suzu Hirose, która także jest aktorką i modelką.

## Życiorys
Hirose urodziła się 11 grudnia 1994 roku w Shimizu-ku w Shizuoce.
W szóstej klasie szkoły podstawowej, podczas lokalnego festiwalu Tanabata w Shimizu, została dostrzeżona przez przedstawicieli agencji Foster Plus, do której później dołączyła. Na początku stycznia 2008 roku zadebiutowała jako aktorka w dramie „Five”. W 2009 roku jako 14-latka została wybrana na „Miss Seventeen 2009”, stając się ekskluzywna modelka magazynu „Seventeen”.
5 lipca 2010 roku po raz pierwszy pojawiła się jako główna bohaterka, wcielając się w rolę Haruki Sawaguchi w dramie „Asu no Hikari o Tsukame”. Natomiast rok później zagrała swoją pierwszą główną rolę w filmie „Lost Harmony”.
W grudniu 2015 roku zakończyła współpracę jako ekskluzywna modelka magazynu „Seventeen”.
W 2017 roku zagrała w dramie asadora „Warotenka”.
Przez około dwa lata, od 2019 roku, była także współprowadzącą programu rozrywkowego „Another Sky II”.
W roku 2022 otrzymała swoją pierwszą nagrodę aktorską na gali Élan d’Or w kategorii debiutanta roku.
W 2023 roku wystąpiła w taiga dramie „Dōsuru Ieyasu” w roli Oai, konkubiny Ieyasu Tokugawy.
W 2024 roku została mianowana Ambasadorem Dobrej Woli Japońskiego Stowarzyszenia na rzecz Światowego Programu Żywnościowego ONZ.

## Filmografia

### Dramy
| Rok  | Tytuł | Rola              | Stacja telewizyjna | Uwagi                             |
| ---- | --- | ----------------- | ------------------ | --------------------------------- |
| 2008 | Five (ファイブ) |                   | NHK                | Jednoodcinkowa drama              |
| 2010 | Gekikoi (ケータイ発ドラマ 激・恋…運命のラブストーリー…) | Hisanaga          | NHK                |                                   |
| 2010 | Asu no Hikari o Tsukame (明日の光をつかめ) | Haruka Sawaguchi  | Tokai TV           | Główna rola                       |
| 2011 | You Taught Me All the Precious Things (大切なことはすべて君が教えてくれた)                                                                                           | Ryoko Kagawa      | Fuji TV            |                                   |
| 2011 | Shin Anata no Shiranai Sekai (新・あなたの知らない世界『覗くな』) | Nozokuna          | NTV                | Główna rola, jednoodcinkowa drama |
| 2012 | Houkago wa mystery to tomo ni (放課後はミステリーとともに) | Naoko             | TBS                |                                   |
| 2012 | Answer - Keishicho Kensho Sosakan (Answer〜警視庁検証捜査官) | Yamane            | TV Asahi           | Odc. 3                            |
| 2012 | The Female Teacher in Black (黒の女教師) | TBS               | NTV                |                                   |
| 2013 | AIBOU: Tokyo Detective Duo (相棒) | Ruriko Tachibana  | TV Asahi           | Sezon 11, odc. 11                 |
| 2013 | Tada's Do-It-All House (まほろ駅前番外地) | Shizuko           | TV Tokyo           | Odc. 5                            |
| 2013 | The 35 Year-Old High School Student (35歳の高校生) | Rina Hasegawa     | NTV                |                                   |
| 2013 | Jikenya Kagyou (事件屋稼業) | Kaori Kawashima   | Fuji TV            | Jednoodcinkowa drama              |
| 2014 | Roosevelt Game (ルーズヴェルト・ゲーム) | Misato Yamazaki   | TBS                |                                   |
| 2014 | Bokura wa Minna Shindeiru (僕らはみんな死んでいる♪) | Rin Akatsuki      | TBS                |                                   |
| 2014 | Honto ni Atta Kowai Hanashi: 15th Anniversary Special (ほんとにあった怖い話 15周年スペシャル『誘いの森』)                                                            |                   | Fuji TV            | Jednoodcinkowa drama              |
| 2014 | Tamagawa Kuyakusho of the Dead (玉川区役所 OF THE DEAD) | Rin Tachibana     | TV Tokyo           | Główna rola                       |
| 2015 | Sachi and Mayu (佐知とマユ) | Mayu              | NHK                | Jednoodcinkowa drama              |
| 2015 | Fantasy Girlfriend (妄想彼女) | Haru              | Fuji TV            | Główna rola                       |
| 2015 | Tsuri Baka Nisshi (釣りバカ日誌〜新入社員 浜崎伝助〜) | Michiko Kobayashi | TV Tokyo           |                                   |
| 2015 | Damashi banashi (ダマシバナシ) | Mayu Yoshida      | NTV                | Główna rola, jednoodcinkowa drama |
| 2016 | Hikoukigumo (ひこうき雲) | Maruko Yamada     | NHK                | Główna rola, jednoodcinkowa drama |
| 2017 | Tsuri Baka Nisshi: Shin'nyu Shain Hamasaki Densuke - Ise shima de taigyo! hajimete no shuccho-hen (釣りバカ日誌〜新入社員 浜崎伝助〜 伊勢志摩で大漁! 初めての出張編) | Michiko Kobayashi | TV Tokyo           | Jednoodcinkowa drama              |
| 2017 | Ai wo Kou Hito (愛を乞うひと) | Fukakusa Yamaoka  | ytv, NTV           | Jednoodcinkowa drama              |
| 2017 | Tsuri Baka Nisshi Season 2 (釣りバカ日誌 Season2 〜新米社員 浜崎伝助〜)                                                                                              | Michiko Kobayashi | TV Tokyo           |                                   |
| 2017 | Warotenka (わろてんか) | Ririko Hatano     | NHK                | Asadora                           |
| 2018 | Seigi no Se (正義のセ) | Haruko Takemura   | NTV                |                                   |
| 2018 | The Detective is Way Ahead (探偵が早すぎる) | Ichika Sogawa     | NTV                | Główna rola                       |
| 2018 | Harassment Game (ハラスメントゲーム) | Makoto Takamura   | TV Tokyo           |                                   |
| 2018 | Tegami (東野圭吾 手紙) | Asami Nakajo      | TV Tokyo           | Jednoodcinkowa drama              |
| 2019 | Ieyasu, Edo o Tateru (家康、江戸を建てる) | Saki              | NHK                | Odc. 2                            |
| 2019 | Tsuribaka Nisshi SP (釣りバカ日誌〜新米社員 浜崎伝助〜 瀬戸内海で大漁! 結婚式大パニック編)                                                                           | Michiko Kobayashi | TV Tokyo           | Jednoodcinkowa drama              |
| 2019 | Radiation House (ラジエーションハウス〜放射線科の診断レポート〜) | Hirono Hirose     | Fuji TV            |                                   |
| 2019 | Radiation House Special (ラジエーションハウス〜放射線科の診断レポート〜『特別編』)                                                                                   | Hirono Hirose     | Fuji TV            | Jednoodcinkowa drama              |
| 2019 | Chibi Maruko-chan (ちびまる子ちゃん) | Kyoko             | Fuji TV            | Seiyū                             |
| 2020 | Top Knife: Tensai Nougekai no Joken (トップナイフ-天才脳外科医の条件-)                                                                                               | Sachiko Kozukue   | NTV                |                                   |
| 2020 | – (まとわりつくオンナ〜五つの地獄編) | Maria             | TBS                | Odc. 2                            |
| 2020 | Living (リビング) | Shii              | NHK                | Odc. 1                            |
| 2020 | Tales of the Bizarre Summer 2020 Special (しみ) | Azusa Miura       | Fuji TV            | Główna rola, jednoodcinkowa drama |
| 2020 | 7 Secretaries (七人の秘書) | Nana Terui        | TV Asahi           |                                   |
| 2021 | Familiar Wife (知ってるワイフ) | Mio Kenzaki       | Fuji TV            |                                   |
| 2021 | Radiation House 2 (ラジエーションハウスII〜放射線科の診断レポート〜)                                                                                                 | Hirono Hirose     | Fuji TV            |                                   |
| 2021 | Ichikei's Crow - The Criminal Court Judges (イチケイのカラス) | Żona Yakuzy       | Fuji TV            | Odc. 4                            |
| 2021 | Radiation House 2 SP (ラジエーションハウスII〜放射線科の診断レポート〜『特別編』)                                                                                    | Hirono Hirose     | Fuji TV            |                                   |
| 2022 | Heartbreak on a Plate (失恋めし) | Miki Kimimaru     | Amazon Prime, ytv  | Główna rola                       |
| 2022 | Tantei ga Hayasugiru: Haru no Torikku Gaeshi Matsuri (探偵が早すぎる〜春のトリック返し祭り〜)                                                                        | Ichika Sogawa     | NTV                |                                   |
| 2022 | Who Needs True Love? (恋なんて、本気でやってどうするの?) | Jun Sakurazawa    | Fuji TV            | Główna rola                       |
| 2022 | Seven Secretaries Special (七人の秘書スペシャル) | Nana Terui        | TV Asahi           | Jednoodcinkowa drama              |
| 2023 | Marriage is Difficult for a Ninja (忍者に結婚は難しい) | Mio Yamada        | Fuji TV            | Odc. 1                            |
| 2023 | Dōsuru Ieyasu (どうする家康) | Oai / Saigō       | NHK                | Taiga drama                       |
| 2023 | My Second Aoharu (マイ・セカンド・アオハル) | Sayako Shiratama  | TBS                | Główna rola                       |
| 2024 | 366 Days (366日) | Asuka Yukihira    | Fuji TV            | Główna rola                       |
| 2024 | Kanzen Muzai (完全無罪) | Chisa Matsuoka    | WOWOW              | Główna rola                       |
| 2024 | AARO: Biuro ds. zjawisk paranormalnych (全領域異常解決室) | Koyume Amano      | Fuji TV            |                                   |
| 2025 | The Reluctant Preacher (なんで私が神説教) | Shizuka Urumi     | NTV                | Główna rola                       |

### Filmy
| Rok  | Tytuł | Rola              | Uwagi                        |
| ---- | --- | ----------------- | ---------------------------- |
| 2008 | Shinizokonai no Ao (死にぞこないの青)                                                                       |                   |                              |
| 2009 | Kamen Rider × Kamen Rider W & Decade: Movie War 2010 (仮面ライダー×仮面ライダー W&ディケイド MOVIE大戦2010) | Yuriko Misaki     |                              |
| 2010 | All to the Sea (すべては海になる)                                                                           |                   |                              |
| 2010 | Maria-sama ga miteru (マリア様がみてる)                                                                     | Tsutako Takeshima |                              |
| 2011 | Lost Harmony (ロストハーモニー)                                                                             | Sanae Miyata      | Główna rola                  |
| 2012 | Soup: Umare Kawari no Monogatari (スープ〜生まれ変わりの物語〜)                                             | Hitomi Misaki     |                              |
| 2013 | Screaming Class (絶叫学級)                                                                                  | Rio Takamizawa    |                              |
| 2014 | Silver Spoon (銀の匙 Silver Spoon)                                                                          | Aki Mikage        |                              |
| 2014 | Flare (FLARE〜フレア〜)                                                                                     |                   | Produkcja francusko-japońska |
| 2016 | Chihayafuru (ちはやふる -上の句-)                                                                           | Chitose Ayase     |                              |
| 2016 | Detective Mitarai's Casebook: The Clockwork (探偵ミタライの事件簿 星籠の海)                                 | Miyuki Ogawa      |                              |
| 2016 | Unrequited Love (全員、片想い)                                                                              | Nozomi            | Główna rola                  |
| 2016 | L (L -エル-)                                                                                                | L                 | Główna rola                  |
| 2017 | Shinjuku Swan II (新宿スワンII)                                                                             | Mayumi Ozawa      |                              |
| 2017 | Hyouka: Forbidden Secrets (氷菓)                                                                            | Eru Chitanda      | Główna rola                  |
| 2018 | Mikcocchaken (巫女っちゃけん。)                                                                             | Shiwasu           | Główna rola                  |
| 2018 | Eating Women (食べる女)                                                                                     | Akari Hontsu      |                              |
| 2018 | Monster Strike The Movie: Sora no Kanata (モンスターストライク THE MOVIE ソラノカナタ)                      | Sora              | Główna rola, seiyū           |
| 2018 | The Travelling Cat Chronicles (旅猫リポート)                                                                | Chikako           |                              |
| 2018 | Spust (銃)                                                                                                  | Yuko Yoshikawa    |                              |
| 2019 | Doraemon: Nobita's Chronicle of the Moon Exploration (映画ドラえもん のび太の月面探査記)                    | Luna              | Seiyū                        |
| 2020 | AI Amok (AI崩壊)                                                                                            | Kumi Okuse        |                              |
| 2020 | Silent Tokyo (サイレント・トーキョー)                                                                       | Takanashi         |                              |
| 2021 | Hell's Garden (地獄の花園)                                                                                  | Ran               |                              |
| 2022 | Bubble (バブル)                                                                                             | Makoto            | Seiyū                        |
| 2022 | Radiation House (劇場版ラジエーションハウス)                                                                | Hirono Hirose     |                              |
| 2022 | Seven Secretaries: The Movie (七人の秘書 THE MOVIE)                                                         | Nana Terui        |                              |

## Nagrody i nominacje
| Rok  | Ceremonia                                                | Kategoria            | Nominowany   | Rezultat | Przy.  |
| ---- | -------------------------------------------------------- | -------------------- | ------------ | -------- | ------ |
| 2009 | Miss Seventeen                                           | Nagroda Główna       | Alice Hirose | Wygrana  | [ 16 ] |
| 2018 | Cotton USA Awards                                        | Miss Cotton USA      | Alice Hirose | Wygrana  | [ 17 ] |
| 2022 | Japońska Nagroda dla Najlepiej Wyglądających w Biżuterii | Dedykowana 20-latkom | Alice Hirose | Wygrana  | [ 18 ] |
| 2022 | Nagrody Élan d’Or                                        | Debiutant Roku       | Alice Hirose | Wygrana  | [ 13 ] |
| 2023 | Suits of the Year                                        | Sztuka i Kultura     | Alice Hirose | Wygrana  | [ 19 ] |
| 2024 | Beautiful Legs Award                                     | Dedykowana 20-latkom | Alice Hirose | Wygrana  | [ 20 ] |